# Ujung Batu Timur
Ujung Batu Timur is een bestuurslaag in het regentschap Rokan Hulu van de provincie Riau, Indonesië. Ujung Batu Timur telt 5596 inwoners (volkstelling 2010).